# Christine Allen
Christine Patricia Allen Armiño (México, siglo XX) es una astrónoma mexicana.

## Biografía
Es investigadora principal del Instituto de Astronomía de la Universidad Nacional Autónoma de México y editora de la Revista Mexicana de Astronomía y Astrofísica.
Su investigación ha incluido estrellas fugitivas, incluido el Objeto Becklin-Neugebauer, la distribución general de la masa en la Vía Láctea y sus efectos en las órbitas estelares, estrellas binarias y múltiples sistemas, y las aplicaciones de las observaciones de estrellas binarias en la prueba de teorías físicas.
El modelo de distribución de masa galáctica que desarrolló junto a Alfredo Santillán se ha denominado modelo de Allen-Santillán.

## Reconocimientos
Allen es miembro de la Academia Mexicana de Ciencias. La UNAM le entregó su premio Sor Juana Inés de la Cruz en 2008.

## Obra seleccionada
- Poveda, A.; Ruiz, J.; Allen, C. (Abril de 1967), «Run-away stars as the result of the gravitational collapse of proto-stellar clusters», Boletín de los Observatorios de Tonantzintla y Tacubaya 4: 86-90, Bibcode:1967BOTT....4...86P.

- Allen, Christine; Santillán, Alfredo (Octubre de 1991), «An improved model of the galactic mass distribution for orbit computations», Revista Mexicana de Astronomía y Astrofísica 22: 255, Bibcode:1991RMxAA..22..255A.

- Poveda, A.; Herrera, M. A.; Allen, C.; Cordero, G.; Lavalley, C. (Abril de 1994), «Statistical studies of visual double and multiple stars, II: a catalogue of nearby wide binary and multiple systems», Revista Mexicana de Astronomía y Astrofísica 28: 43-89.

- Monroy-Rodríguez, Miguel A.; Allen, Christine (Julio de 2014), «The end of the MACHO era, revisited: New limits on MACHO masses from halo wide binaries», The Astrophysical Journal 790 (2): 159, Bibcode:2014ApJ...790..159M, arXiv:1406.5169, doi:10.1088/0004-637x/790/2/159.